# Formica rostrata
Formica rostrata är en myrart som beskrevs av Fabricius 1787. Formica rostrata ingår i släktet Formica och familjen myror. Inga underarter finns listade i Catalogue of Life.